# 380
380（三百八十、さんびゃくはちじゅう）は自然数、また整数において、379の次で381の前の数である。

## 性質
- 380は合成数であり、約数は 1, 2, 4, 5, 10, 19, 20, 38, 76, 95, 190, 380 である。
  - 約数の和は840。
    - 91番目の過剰数である。1つ前は378、次は384。
- 380 = 19 × 20
  - 19番目の矩形数である。1つ前は342、次は420。
  - 380 = 191 + 192 = 202 − 201
    - 19の自然数乗の和とみたとき1つ前は19、次は7239。

  - 380 = 2 + 4 + 6 + 8 + 10 + 12 + 14 + … + 36 + 38
  - 380 = 19 × σ(19) (ただし σ は約数関数)
    - n = 19 のときの n × σ(n) の値とみたとき1つ前は702、次は840。(オンライン整数列大辞典の数列 A064987)
- 380 = 22 × 5 × 19
  - 3つの異なる素因数の積で p2 × q × r の形で表せる26番目の数である。1つ前は372、次は414。(オンライン整数列大辞典の数列 A085987)
- 約数の和が380になる数は1個ある。(379) 約数の和1個で表せる78番目の数である。1つ前は374、次は381。
- 各位の和が11になる36番目の数である。1つ前は371、次は407。
- 380 = 32 + 42 + 52 + 62 + 72 + 82 + 92 + 102
  - 8連続自然数の平方和とみたとき3番目の数である。1つ前は284、次は492。(オンライン整数列大辞典の数列 A276026)
- 380 = 242 − 196
  - n = 24 のときの n2 − 142 の値とみたとき1つ前は333、次は429。(オンライン整数列大辞典の数列 A132770)

## その他 380 に関連すること
- ISO 3166-1（JIS X 0304 国名コード）の380は、イタリア。
- 国際電話番号の380は、ウクライナ。
- バーコード規格、EANの国コード380は、ブルガリア。
- 阪急380形電車は、阪神急行電鉄及び京阪神急行電鉄（現 阪急電鉄）に在籍した通勤形電車。
- エアバスA380は、エアバス製の旅客機。
- スカパー!のCh380は、レジャーチャンネル（ボートレース専門TV!）JLC380。
- グリッドレイ(USS Gridley, DD-380)は、アメリカ海軍の駆逐艦。
- ナーカ(USS Nerka, SS-380)は、アメリカ海軍の潜水艦。（未建造）
- CRH380は、中国鉄路高速の車両の一種。